# Pseudonevianopora
Pseudonevianopora is een monotypisch mosdiertjesgeslacht uit de orde Cyclostomatida waarvan de plaatsing in een familie nog onzeker is.

## Soort
- Pseudonevianopora pembaensis Brood, 1976